# Teruhito Nakagawa
Teruhito Nakagawa (jap. 仲川 輝人, Nakagawa Teruhito; * 27. Juli 1992 in Kawasaki, Präfektur Kanagawa) ist ein japanischer Fußballspieler. 

## Karriere

### Verein
Teruhito Nakagawa erlernte das Fußballspielen in der Jugendmannschaft von Kawasaki Frontale sowie der Universitätsmannschaft der Senshu University. Seinen ersten Profivertrag unterschrieb er 2015 bei den Yokohama F. Marinos. Der Verein spielte in der höchsten Liga des Landes, der J1 League. Von September 2016 bis Januar 2017 wurde er an den Zweitligisten Machida Zelvia nach Machida ausgeliehen. 12-mal stand er für Machida in der zweiten Liga auf dem Spielfeld. Der Zweitligist Avispa Fukuoka aus Fukuoka lieh ihn von Juli 2017 bis Januar 2018 aus. Für Avispa absolvierte er zwanzig Zweitligaspiele. 2019 und 2022 feierte er mit den Yokohama F. Marinos die japanische Fußballmeisterschaft. Nach über 100 Erstligaspielen für Tokyo wechselte er im Januar 2023 zum ebenfalls in der ersten Liga spielenden FC Tokyo.

### Nationalmannschaft
Teruhito Nakagawa spielt seit 2019 in der japanischen Nationalmannschaft. Sein Debüt in der Nationalmannschaft gab er am 14. Dezember 2019 in einem Spiel der Ostasienmeisterschaft gegen Hongkong.

## Erfolge
Yokohama F. Marinos
- Japanischer Meister: 2019, 2022

## Auszeichnungen
- J. League Fußballer des Jahres: 2019
- J1 League: Best XI 2019
- J1 League: Torschützenkönig 2019